# Епархия Александрии (Луизиана)
Епархия Александрии (лат. Dioecesis Alexandrina in Louisana) — епархия Римско-Католической церкви с центром в городе Александрия, штат Луизиана, США. Епархия Александрии входит в митрополию Нового Орлеана. Кафедральным собором епархии Александрии является Собор святого Франциска Ксаверия.

## История
29 июля 1853 года Святой Престол учредил епархию Накитоша, выделив её из архиепархии Нового Орлеана. 6 августа 1910 года епархия Накитоша была переименована в епархию Александрии, которая 18 октября 1976 года была переименована в епархию Александрии-Шривпорта.
16 июня 1986 года епархия Александрии-Шривпорта была разделена на две епархии — Александрии и Шривпорта.

## Ординарии епархии
Епископы Накитоша:
- епископ Август Мария Мартин[англ.] (29.07.1853 — 29.09.1875)
- епископ Франциск Ксавье Лере[англ.] (27.11.1876 — 30.11.1879) — назначен архиепископопом Нового Орлеана
- епископ Энтони Дюрье[англ.] (19.12.1884 — 28.02.1904)
- епископ Корнелиус Ван де Вен[англ.] (24.10.1904 — 06.08.1910)

Епископы Александрии:
- епископ Корнелиус Ван де Вен[англ.] (06.08.1910 — 08.05.1932)
- епископ Даниэль Фрэнсис Десмонд[англ.] (16.12.1932 — 11.09.1945)
- епископ Чарльз Паскуаль Греко[англ.] (15.01.1946 — 10.05.1973)
- епископ Лоуренс Престон Джозеф Грэйвс[англ.] (10.05.1973 — 18.10.1976)

Епископы Александрии-Шривпорта:
- епископ Лоуренс Престон Джозеф Грэйвс[англ.] (18.10.1976 — 20.07.1982)
- епископ Уильям Бенедикт Френд[англ.] (17.11.1982 — 16.06.1986) — назначен епископом Шривпорта

Епископы Александрии:
- епископ Джон Клемент Фавалора[англ.] (16.06.1986 — 14.03.1989) — назначен епископом Сент-Питерсберга
- епископ Сэм Галлип Джейкобс[англ.] (01.07.1989 — 01.08.2003) — назначен епископом Хума-Тибодо
- епископ Роланд Пауль Герцог[англ.] (04.11.2004 — 02.02.2017)
- епископ Дэвид Прескотт Тэлли[англ.] (2017—2019) — назначен  епископом Мемфиса
- епископ Роберт Уильям Маршалл[англ.] (с 21.04.2020)

## Источник
- Annuario Pontificio, Libreria Editrice Vaticana, Città del Vaticano, 2003, ISBN 88-209-7422-3